# 22 ذو الحجة
- السبت
- الأحد
- الاثنين
- الثلاثاء
- الأربعاء
- الخميس
- الجمعة

- 2624 مايو 2025
- 2725 مايو 2025
- 2826 مايو 2025
- 2927 مايو 2025
- 128 مايو 2025
- 229 مايو 2025
- 330 مايو 2025
- 431 مايو 2025
- 51 يونيو 2025
- 62 يونيو 2025
- 73 يونيو 2025
- 84 يونيو 2025
- 95 يونيو 2025
- 106 يونيو 2025
- 117 يونيو 2025
- 128 يونيو 2025
- 139 يونيو 2025
- 1410 يونيو 2025
- 1511 يونيو 2025
- 1612 يونيو 2025
- 1713 يونيو 2025
- 1814 يونيو 2025
- 1915 يونيو 2025
- 2016 يونيو 2025
- 2117 يونيو 2025
- 2218 يونيو 2025
- 2319 يونيو 2025
- 2420 يونيو 2025
- 2521 يونيو 2025
- 2622 يونيو 2025
- 2723 يونيو 2025
- 2824 يونيو 2025
- 2925 يونيو 2025
- 126 يونيو 2025
- 227 يونيو 2025

22 ذو الحجَّة أو 22 ذو الحجَّة الحرام أو يوم 22 \ 12 (اليوم الثاني والعُشرون من الشهر الثاني عشر) هو اليوم السابع والأربعون بعد الثلاثمائة (347) من أيَّام السنة (أو الثامن والأربعون بعد الثلاثمائة لو كان شهر رمضان مُتممًا لليوم الثلاثين أو التاسع والأربعون بعد الثلاثمائة لو أتم كلًا من صفر وربيع الآخر وجمادى الآخرة وشعبان ورمضان ثلاثين يومًا) وفق التقويم الهجري القمري (العربي). يبقى بعده 7 أو 8 أيَّام لانتهاء السنة.

## أحداث
- 60هـ - حركة الإمام الحسين بن علي بن أبي طالب من مكة إلى الكوفة.
- 238هـ - محمد بن عبد الرحمن يتولى حكم الدولة الأموية في الأندلس خلفًا لأبيه عبد الرحمن بن الحكم.
- 1148هـ - الروس يستولون بشكل مفاجئ على «قلعة أزاق» من الدولة العثمانية، مما تسبب في إعلان العثمانيين الحرب على الإمبراطورية الروسية بعد حوالي شهر من الزمن.
- 1359هـ - بداية الاحتلال الإيطالي لإرتريا.
- 1387هـ - نشوب معركة الكرامة في الأردن بين القوات الإسرائيلية والأردنية.
- 1424هـ - اغتيال الرئيس الشيشاني السابق سليم خان ياندرباييف مع اثنين من مرافقيه في قطر، إثر تعرض سيارته لانفجار بالعاصمة القطرية الدوحة على يد عميلين من المخابرات الروسية.
- 1430هـ - ملك الأردن عبد الله الثاني بن الحسين يعين سمير زيد الرفاعي رئيسًا للوزراء خلفًا لنادر الذهبي.
- 1431هـ - إجراء انتخابات مجلس الشعب المصري والتي يتنافس فيها ما يقارب الخمسة آلاف مرشح.
- 1438هـ - فوز حليمة يعقوب بِرئاسة سنغافورة بعد اعتبارها المُرشَّح الوحيد المُؤهَّل لِهذا المنصب، لِتُصبح بذلك أوَّل امرأة تتولَّى رئاسة دولتها.
- 1442هـ - اليونيسكو تصنف السلط في وسط الأردن ضمن مواقع التراث العالمي.
- 1444هـ - إعادة انتخاب الرئيس الأوزبكي شوكت ميرضيايف، في انتخابات مبكرة بعد تعديلات دستورية تسمح له بالترشح لولايتين تاليتين.

## مواليد
- 1317هـ - عباس فارس، ممثل مصري.
- 1356هـ - نادية عزت، ممثلة مصرية.
- 1364هـ - فاطمة عمارة، ممثلة مصرية.
- 1389هـ - نور الدين مرسلي، عداء جزائري.
- 1391هـ -
  - غادة شبير، مغنية لبنانية.
  - حسين الخضري، لاعب كرة قدم ومقدم برامج رياضية كويتي.
- 1412هـ - غزلان، ممثلة كويتية.

## وفيات
- 60هـ - ميثم التمار، أحد الصحابة المقربين من علي بن أبي طالب وأهل بيته.
- 334هـ - محمد بن طغج الإخشيد، مؤسس الدولة الإخشيدية في مصر والشام.
- 481هـ - عبد الله الأنصاري، فقيه ومحدث ومفسر ومتصوف مسلم.
- 565هـ - قطب الدين مودود، ملك الموصل وسنجار ومجاهد ضد الصليبيين.
- 1335هـ - حسين كامل، سلطان مصر في عهد الاحتلال البريطاني.
- 1377هـ - محمد أمين زكي، كاتب ومؤرخ عراقي كردي.
- 1410هـ - عمر أبو ريشة، شاعر سوري.
- 1424هـ - سليم خان ياندرباييف، رئيس الشيشان.
- 1428هـ - جمال بدوي، كاتب ومؤرخ مصري.
- 1430هـ - عثمان جوريو، شاعر ومقاوم مغربي.

## وصلات خارجية
- موقع قصة الإسلام: حدث في شهر ذو الحجَّة.